# Georgios Kalaitzakis
Georgios "George" Kalaitzakis (grego:Γιώργος Καλαϊτζάκης) (Heraclião, 2 de janeiro de 1999) é um basquetebolista profissional grego que atualmente joga na NBA G League e National Basketball Association num contrato de duas vias pelo Oklahoma City Thunder. O atleta possui 2,03m e atua na posição Armador-Ala-armador. 